# Teoría de las dos naciones

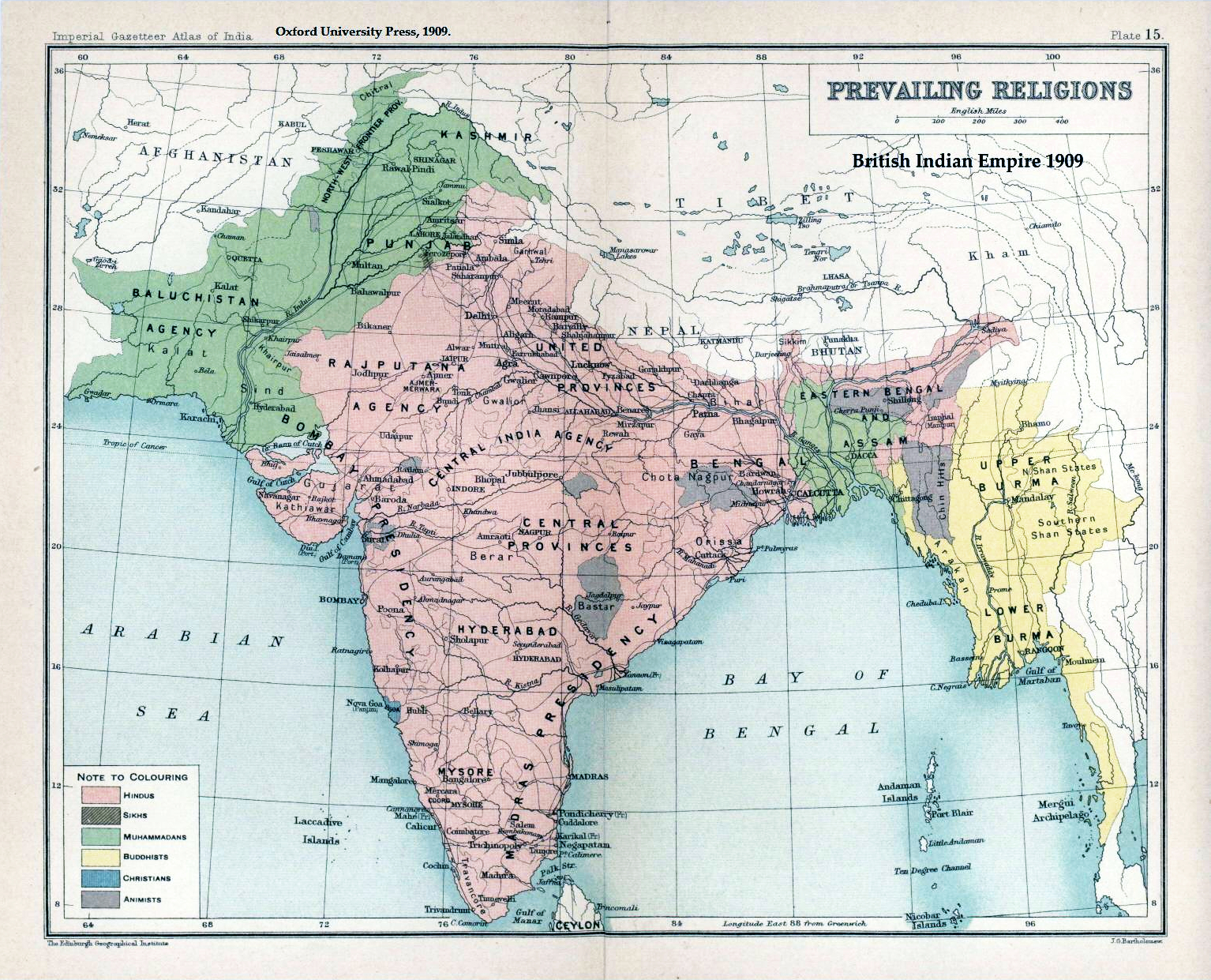
Un mapa del Imperio Indio Británico, 1909, que muestra las religiones mayoritarias prevalecientes de la población para diferentes distritos

La teoría de las dos naciones es la base de la creación de Pakistán. Establece que los musulmanes y los hindúes son dos naciones separadas por definición; por lo tanto, los musulmanes deberían poder tener su propia patria separada en las áreas de mayoría musulmana de la India, en las que el islam puede ser practicado como la religión dominante. La teoría de las dos naciones fue uno de los principios fundadores del «Movimiento por Pakistán» (es decir, la ideología de Pakistán como nación-estado musulmana en el sur de Asia), y la partición de la India en 1947.
La ideología de que la religión es el factor determinante para definir la nacionalidad de los musulmanes y los hindúes indios fue propagada primero por personas como Vinaiak Dámodar Savarkar y luego adoptada por Muhammad Ali Jinnah, quien la calificó como el despertar de los musulmanes para la creación de Pakistán. También es una fuente de inspiración para varias organizaciones nacionalistas hindúes, con causas tan variadas como el establecimiento de un estado legal hindú en la India, la prohibición de conversiones al islam y la promoción de conversiones o reconversiones de musulmanes indios al hinduismo.
En realidad, esta idea fue propuesta por muchas personas desde finales del siglo XIX. M. Rafique Afzal escribió en The Punjab Past and Present, Origin of Idea for a Separate Muslim State:

Jamal-ud-din Afghani fue "el primero que pensó en la posibilidad de establecer una República Musulmana que abarcara las repúblicas de Asia Central de Afganistán y las zonas de mayoría musulmana del subcontinente" (Qureshi, op.cit). Abdul Halim Sharar, en agosto de 1890, sugirió la partición de la India entre los hindúes y los musulmanes (Dr. Abdus Salam Khurshid, Kārwān-i-Sahāfat, Karachi, 1964, p. 67).Theodore Morison, en 1899, propuso para la solución de las discapacidades políticas de la India la concentración de toda la población musulmana del subcontinente en el territorio que se extiende desde Agra hasta Peshāwar (Journal of the Punjab University Historical Society, Vol. XIX, enero-abril, 1966, Lahore, p. 7). En 1910, Allama Iqbal expresó la opinión de que debería haber un Estado musulmán separado en el subcontinente (Ch. Habib Ahmad, Tahrik-i-Pākistān aur Nationalist Ulāma, Lahore, 1966, p. 11). En 1913, se hizo referencia a este tema en el Camarada (Pirzāda, op. cit.), Chaudhuri Rahmat Ali afirma, en su panfleto sobre Pakistán, que un discurso a Bazam-i-Shibli en 1915, expresó opiniones para la formación de un Estado musulmán. Durante la Primera Guerra Mundial, Lovat Fraser mencionó la existencia de un "corredor musulmán" desde Constantinopla a Sahāranpur En 1917, los Hermanos Kheiri (Dr. Abdul Jabbār Kheiri y Prof. Abdus Sattār Kheiri) sugirieron la partición de la India en la Conferencia de Estocolmo de la Internacional Socialista. En 1920, Zul-Qarnain de Badaun publicó una carta abierta de un tal Muhammad Abdul Qadir Bīlgrāmi a Gandhi proponiendo la partición de la India. Sardār Gul Muhammad Khān de Dera Ismaīl Khān (Provincia de N.W.F.) abogó por la partición de la India en 1923 ante la Comisión de Investigación Fronteriza (Qureshi, op. cit.), Bhai Parmanand, el veterano líder de Arya Samaj, también se refirió a este tema dos veces en 1923 (Journal of the Punjab University Historical Society, op. cit.)

Existen diversas interpretaciones de la teoría de las dos naciones, basadas en si las dos nacionalidades postuladas pueden coexistir en un territorio o no, con implicaciones radicalmente diferentes. Una interpretación defendía la autonomía soberana, incluido el derecho a la secesión, para las zonas de mayoría musulmana del subcontinente indio, pero sin ninguna transferencia de poblaciones, es decir, los hindúes y los musulmanes seguirían viviendo juntos. Una interpretación diferente sostiene que los hindúes y los musulmanes constituyen "dos formas de vida distintas y a menudo antagónicas, y que por lo tanto no pueden coexistir en una nación". En esta versión, una transferencia de poblaciones (es decir, la eliminación total de los hindúes de las zonas de mayoría musulmana y la eliminación total de los musulmanes de las zonas de mayoría hindú) es un paso deseable hacia una separación completa de dos naciones incompatibles que "no pueden coexistir en una relación armoniosa".
La oposición a la teoría ha venido de dos fuentes. El primero es el concepto de una sola nación india, de la cual los hindúes y los musulmanes son dos comunidades entrelazadas, principio fundador de la moderna y oficialmente secular República de la India. Incluso después de la formación de Pakistán, los debates sobre si los musulmanes y los hindúes son nacionalidades distintas o no continúan en ese país. La segunda fuente de oposición es el concepto de que si bien los indios no son una nación, tampoco lo son los musulmanes o los hindúes del subcontinente, y que son las unidades provinciales relativamente homogéneas del subcontinente las que son verdaderas naciones y merecedoras de soberanía; este punto de vista ha sido presentado por los baluches Sindhi, y pastunes, sub-nacionalidades del Pakistán.

## Historia

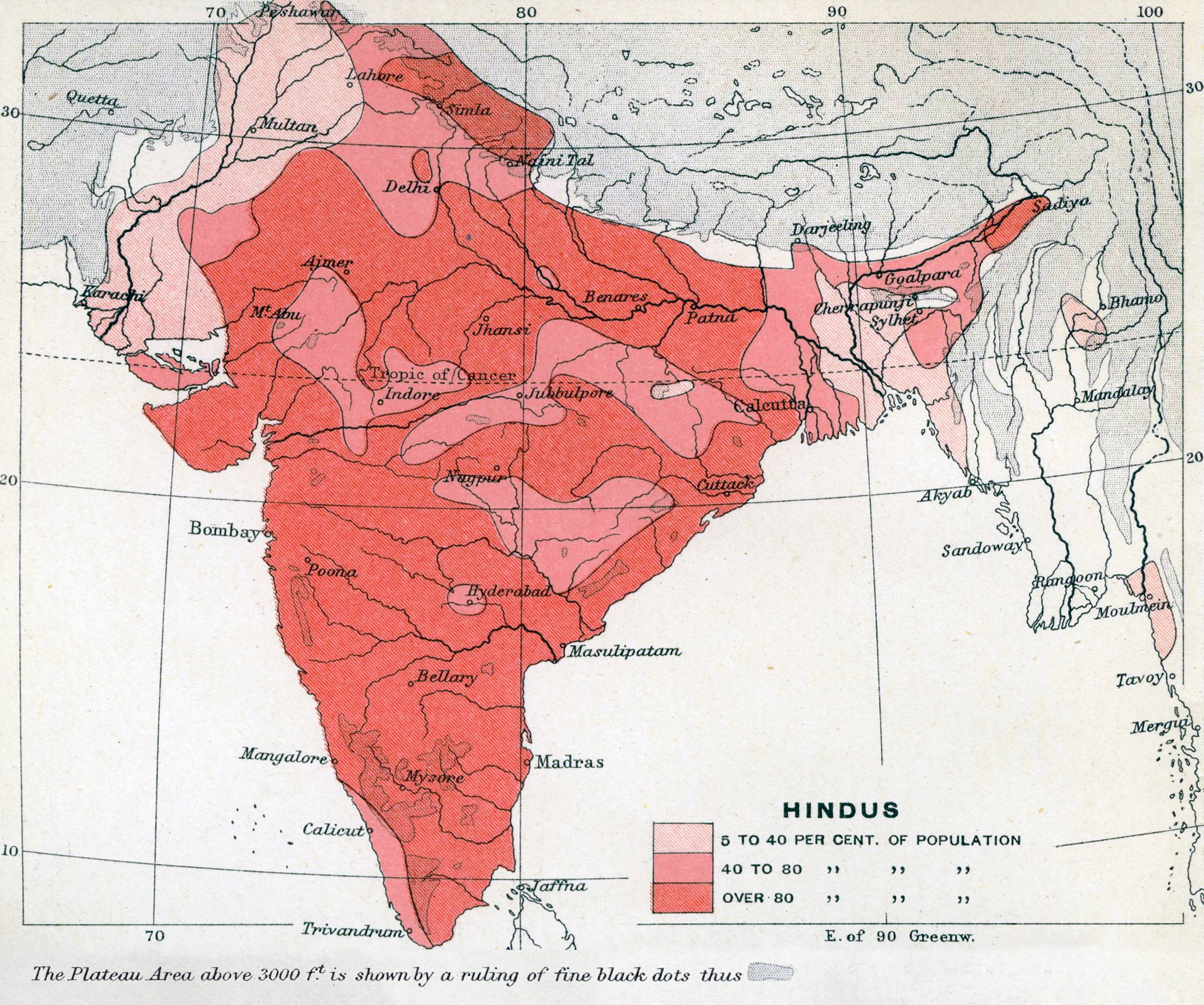
Un mapa del Imperio indio británico, 1909, que muestra el porcentaje de hindúes en diferentes distritos

Romila Thapar, escribió en el The New York Times del 17 de mayo de 2019:

Tanto los nacionalismos musulmanes como los hindúes tenían sus raíces en la comprensión colonial británica de la India. Los políticos aprobaron la teoría de las dos naciones propuesta por James Mill, autor de la influyente "The History of British India", publicada en 1817. Sostuvo que siempre ha habido dos naciones separadas en la India - la hindú y la musulmana - en constante conflicto.

En general, el gobierno dirigido por los británicos y los comentaristas británicos hicieron "un punto de hablar de los indios como pueblo de la India y evitar hablar de una nación india", lo que se citó como una razón clave para el control británico del país: puesto que los indios no eran una nación, no eran capaces de  autogobierno nacional. Mientras que algunos líderes indios insistían en que los indios eran una sola nación, otros estaban de acuerdo en que los indios todavía no eran una nación, pero no había "ninguna razón por la cual no debían convertirse en una nación en el transcurso del tiempo".
En la India existían debates similares sobre la identidad nacional en los planos lingüístico, provincial y religioso. Mientras algunos argumentaban que los musulmanes indios eran una nación, otros argumentaban que no lo eran. Algunos, como Liaquat Ali Khan, más tarde primer ministro de Pakistán, argumentaban que los musulmanes indios no eran todavía una nación, sino que podían forjarse en una sola.
Según la cronología oficial del gobierno de Pakistán, Muhammad bin Qasim a menudo se conoce como el primer paquistaní. Mientras que Prakash K. Singh atribuye la llegada de Muhammad bin Qasim como el primer paso hacia la creación de Pakistán. Muhammad Ali Jinnah consideraba que el movimiento pakistaní había comenzado cuando el primer musulmán puso un pie en la Puerta del Islam.

### Comienzo del movimiento de autodespertar e identidad musulmana (siglo XVII-1940)
En Pakistán se cree generalmente que el movimiento para el autodespertar y la identidad musulmana fue iniciado por Ahmad Sirhindi (1564-1624), que luchó contra el movimiento sincretista religioso Din-i Ilahi del emperador Akbar y, por lo tanto, se considera que "para los historiadores pakistaníes oficiales contemporáneos" es el fundador de la «teoría de las dos naciones», y se intensificó especialmente bajo el régimen del reformador musulmán Shah Waliullah (1703-1762), que, porque quería devolver a los musulmanes su autoconciencia durante el declive del imperio mogol y el ascenso de las potencias no musulmanas como los marathas, los jats y los sijs, lanzó un movimiento de masas de educación religiosa que los hizo "conscientes de su nación distinta que, a su vez, culminó en la forma de la «Teoría de las Dos Naciones» y, en última instancia, en la creación de Pakistán".
Akbar Ahmed también considera que Haji Shariatullah (1781-1840) y Syed Ahmad Barelvi (1786-1831) son los precursores del movimiento pakistaní, debido a sus movimientos reformistas puristas y militantes que apuntan a las masas musulmanas, diciendo que "reformistas como Waliullah, Barelvi y Shariatullah no exigían un Pakistán en el sentido moderno de nación. Sin embargo, fueron fundamentales para crear conciencia de la crisis que se avecina para los musulmanes y de la necesidad de crear su propia organización política. Lo que Sir Sayyed hizo fue proporcionar un lenguaje moderno para expresar la búsqueda de la identidad islámica".
Así, muchos pakistaníes describen al erudito modernista y reformista Syed Ahmad Khan (1817-1898) como el arquitecto de la teoría de las dos naciones. Por ejemplo, Sir Syed, en un discurso pronunciado en Patna en enero de 1883, habló de dos naciones diferentes, aunque su propio enfoque fuera conciliador:

Amigos, en la India viven dos naciones prominentes que se distinguen por los nombres de hindúes y musulmanes. Así como un hombre tiene algunos órganos principales, también estas dos naciones son como los miembros principales de la India.

En 1888, en una evaluación crítica del Congreso Nacional Indio fundado unos años antes, también consideró a los musulmanes como una nacionalidad entre muchas otras:

Los objetivos y propósitos del Congreso Nacional de la India se basan en la ignorancia de la historia y de la política actual; no tienen en cuenta que la India está habitada por diferentes nacionalidades: presuponen que los musulmanes, los marathas, los brahmanes, los kshatriyas, los banias, los sudras, los sijs, los bengalíes, los madrasis y los peshawaris pueden ser tratados de la misma manera y que todos ellos pertenecen a la misma nación. El Congreso piensa que profesan la misma religión, que hablan el mismo idioma, que su forma de vida y sus costumbres son las mismas.... Considero el experimento que el Congreso Nacional de la India quiere hacer plagado de peligros y sufrimientos para todas las nacionalidades de la India, especialmente para los musulmanes.

En 1925, durante la sesión de Aligarh de la Liga Musulmana de la India, que presidió, el juez Abdur Rahim (1867-1952) fue uno de los primeros en hablar abiertamente de cómo los musulmanes y los hindúes constituyen dos naciones y, aunque más tarde se convertiría en una retórica común, el historiador S. M. Ikram dice que "causó una gran sensación en los años veinte":

Los hindúes y los musulmanes no son dos sectas religiosas como los protestantes y los católicos de Inglaterra, sino que forman dos comunidades distintas de pueblos, por lo que se consideran a sí mismos. Su actitud respectiva hacia la vida, la cultura distintiva, la civilización y los hábitos sociales, sus tradiciones e historia, no menos que su religión, los dividen tan completamente que el hecho de que hayan vivido en el mismo país durante casi 1000 años apenas ha contribuido a su fusión en una nación..... Cualquiera de nosotros, los musulmanes indios que viajamos, por ejemplo, a Afganistán, Persia y Asia Central, entre musulmanes chinos, árabes y turcos, nos sentiríamos como en casa y no encontraríamos nada a lo que no estemos acostumbrados. Por el contrario, en la India nos encontramos en todos los asuntos sociales como extranjeros totales cuando cruzamos la calle y entramos en la parte de la ciudad donde viven nuestros compatriotas hindúes.

Sir John Cumming (1868-1958), un administrador británico en el subcontinente, en su libro La India política publicado en 1932, cita la última parte y da el siguiente comentario:

No es sólo en las costumbres y usos que marcan su vida exterior que los dos pueblos difieren; las fuentes de su inspiración moral e intelectual son diferentes. El musulmán se inspira en las grandes literaturas de Arabia y Persia, su conducta está influenciada por los preceptos del Sadi o de los grandes santos del Islam. El hindú venera a miles de dioses, semidioses y demonios de cuyo nombre el musulmán es ignorante, y su vida diaria se rige por un elaborado código de reglas cuya razón misma es tan ininteligible para el musulmán como para el cristiano. Incluso sus periódicos, sus novelas y la literatura actual son mutuamente ininteligibles. El musulmán lee su guión de derecha a izquierda, los libros y periódicos hindúes se imprimen de izquierda a derecha. Pero es inútil enumerar los motivos de la diferencia entre hindúes y musulmanes; lo único que importa es que de hecho se sientan y piensen que son pueblos separados. En todas las disquisiciones sobre la nacionalidad esta es la única prueba que se encuentra para cubrir todos los casos. Si cierto grupo de personas se considera una nación y está dispuesto a soportar tribulaciones y pérdidas materiales para permanecer unido, entonces son un solo pueblo; si no pueden pasar esta prueba de fuego, no lo son. A juzgar por esta norma, los musulmanes de la India son una nación. Las diferencias comunales, como se las llama, son en realidad celos nacionales. Por eso Sir Muhammad Iqbal declaró que "el problema de la India es internacional, no nacional".

Diana L. Eck cita a Sir John Strachey (1823-1907), otro importante funcionario británico en la región, y dice que esta idea de que la India no es una nación "sería repetida por los administradores británicos durante muchas décadas" y "se convertiría en uno de los temas fundamentales del imperio", en una conferencia de 1883 titulada precisamente "¿Qué es la India?

No existe tal país, y este es el primer y más esencial hecho sobre la India que se puede aprender. India es un nombre que damos a una gran región que incluye una multitud de países diferentes. No existe un término general indio que le corresponda.... Escocia se parece más a España que Bengala al Punjab.... No hay países en la Europa civilizada en los que la gente difiera tanto como el bengalí difiere del sikh, y el idioma de Bengala es tan ininteligible en Lahore como lo sería en Londres.

y también:

Esta es la primera y más esencial cosa que hay que aprender sobre la India: que no hay, y nunca hubo, una India, ni siquiera un país de la India, que posea, según las ideas europeas, ningún tipo de unidad, física, política, social y religiosa; ninguna nación india, ningún `pueblo de la India', de la que tanto oímos hablar.... Nunca hemos destruido en la India un gobierno nacional, ningún sentimiento nacional ha sido herido, ningún orgullo nacional ha sido humillado; y esto, no a través de ningún designio ni mérito propio, sino porque no han existido nacionalidades indias.

Más sustancial e influyente que el Juez Rahim, o la historiografía de los administradores británicos, el poeta-filósofo Muhammad Iqbal (1877-1938) proporcionó la exposición filosófica y el Abogado Muhammad Ali Jinnah (1871-1948) la tradujo a la realidad política de un Estado-nación. El discurso presidencial de Allama Iqbal ante la Liga Musulmana el 29 de diciembre de 1930 es visto por algunos como la primera exposición de la teoría de las dos naciones en apoyo de lo que finalmente sería Pakistán.
El erudito Al-Biruni (973-1048) había observado, a principios del siglo XI, que los hindúes y los musulmanes diferían en todos los asuntos y hábitos. El 23 de marzo de 1940, Jinnah pronunció un discurso en Lahore muy similar a la tesis de Al-Biruni en cuanto a tema y tono. Jinnah declaró que los hindúes y los musulmanes pertenecían a dos filosofías religiosas diferentes, con costumbres sociales y literatura diferentes, sin matrimonios mixtos y basadas en ideas y conceptos contradictorios. Su visión de la vida y de la vida era diferente y, a pesar de 1000 años de historia, las relaciones entre hindúes y musulmanes no podían alcanzar el nivel de cordialidad.

En 1948, Jinnah dijo:

El Islam nos ha enseñado esto y creo que estarán de acuerdo conmigo, ya que, sea lo que sea que sean y estén donde estén, son musulmanes. Ahora perteneces a una nación. Has labrado un territorio, un vasto territorio, es todo tuyo; no pertenece a un Punjabi o a un Sindhi o a un Pathan o a un Bengali, es tuyo.

La Liga Musulmana de la India, al intentar representar a los musulmanes indios, consideró que los musulmanes del subcontinente eran una nación distinta y separada de los hindúes. Al principio exigieron electorados separados, pero cuando llegaron a la conclusión de que los musulmanes no estarían seguros en una India dominada por los hindúes, comenzaron a exigir un estado separado. La Liga exigió la autodeterminación de las zonas de mayoría musulmana en forma de un Estado soberano que promete a las minorías la igualdad de derechos y salvaguardias en estas zonas de mayoría musulmana.
Ian Copland, en su libro sobre el fin del dominio británico en el subcontinente, precisa que no se trata de un movimiento impulsado únicamente por las élites, que supuestamente ha provocado el separatismo "como defensa contra las amenazas que supone para su posición social la introducción de un gobierno representativo y la contratación competitiva en la administración pública", sino que las masas musulmanas participaron masivamente en ella debido a la polarización religiosa que había sido creada por el renacimiento hindú hacia el último cuarto del siglo XIX, especialmente con el abiertamente antiislámico Arya Samaj y todo el movimiento de protección de las vacas, y "el hecho de que algunos de los voceros más ruidosos de la causa hindú y algunos de los mayores donantes de Arya Samaj y del movimiento de protección de las vacas provenían de las comunidades de comerciantes y prestamistas hindúes, los principales agentes de la dependencia económica de la clase baja musulmana, reforzó este sentimiento de inseguridad", y, a causa de la resistencia musulmana, "cada año se producían nuevos disturbios", de modo que "a finales de siglo, las relaciones hindúes-musulmanas se habían deteriorado tanto por esta mortífera rotonda de derramamiento de sangre, duelo y venganza que habría sido necesario un gran esfuerzo concertado por parte de los líderes de las dos comunidades para reparar la brecha".

### Aspectos de la teoría

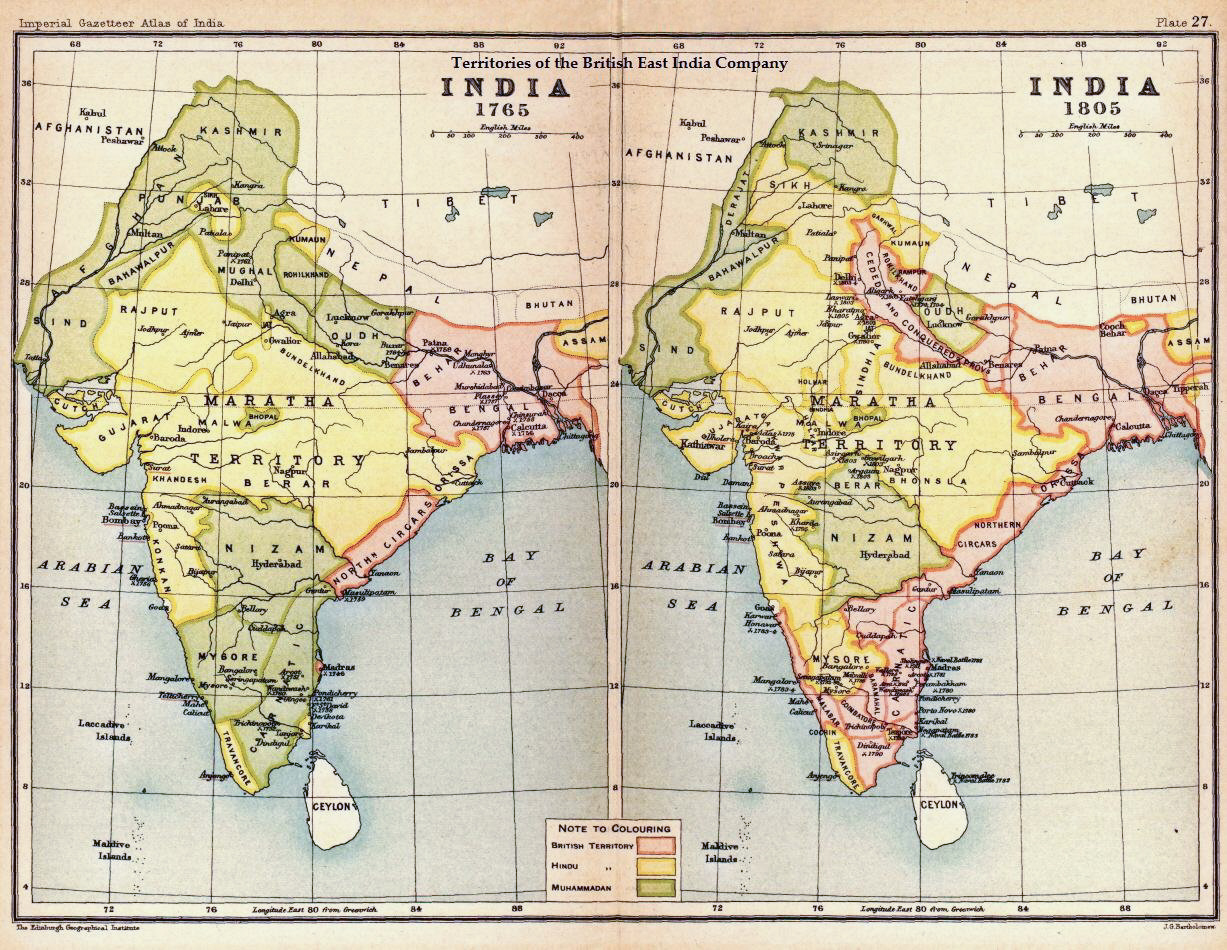
El cambiante escenario político indio en la segunda mitad del siglo XVIII

La teoría afirmaba que la India no era una nación. También afirmó que los hindúes y los musulmanes del subcontinente indio eran cada uno una nación, a pesar de las grandes diferencias de idioma, cultura y etnia dentro de cada uno de esos grupos. Para contrarrestar las críticas que decían que una comunidad de etnias y lenguas radicalmente diferentes que estaban entrelazadas territorialmente con otras comunidades no podía ser una nación, la teoría decía que el concepto de nación en el Este era diferente del de Occidente. En Oriente, la religión era "un orden social completo que afecta a todas las actividades de la vida" y "donde la lealtad del pueblo está dividida sobre la base de la religión, la idea del nacionalismo territorial nunca ha tenido éxito".
Afirmó que "un musulmán de un país tiene muchas más simpatías con un musulmán que vive en otro país que con un no musulmán que vive en el mismo país". Por lo tanto, "la concepción de los musulmanes indios como nación puede no ser étnicamente correcta, pero socialmente es correcta".
Muhammad Iqbal también había defendido la noción de nación panislámica (ver: Ummah) y condenó enérgicamente el concepto de nación basada en el territorio como antiislámica: En tāzah xudā'ōⁿ mēⁿ, baṙā sab sē; waṭan hai: Jō pairahan es kā hai; woh maẕhab kā, kafan hai... (De todos estos nuevos dioses[falsos], el más grande; es la madre patria (waṭan): Su prenda; es[en realidad] la mortaja de la religión...)" Había declarado la disolución de las nacionalidades étnicas en una sociedad musulmana unificada, o millat, como el objetivo final: Butān-e raⁿŋg ō-xūⁿ kō tōṙ kar millat mēⁿ gum hō jā; Nah Tūrānī rahē bāqī, nah Īrānī, nah Afġānī, es decir: Destruir los ídolos del color y los lazos de sangre, y fusionarse con la sociedad musulmana; no dejar que permanezcan turanios, ni iraníes, ni afganos.

### Pakistán, o la partición de la India (1945)
En su libro de 1945 «Pakistán, o La partición de la India», el estadista indio y budista Bhimrao Ramji Ambedkar escribió un subcapítulo titulado «Si los musulmanes desean verdadera y profundamente a Pakistán, su elección debe ser aceptada». Afirmó que, si los musulmanes estaban empeñados en la creación de Pakistán, la demanda debía concederse en interés de la seguridad de la India. Pregunta si se puede confiar en que los musulmanes del ejército defenderán a la India en caso de que los musulmanes invadan la India o en caso de una rebelión musulmana. Los musulmanes indios en el ejército se pondrían del lado de..., cuestionó. Según él, la suposición de que los hindúes y los musulmanes podrían vivir bajo un mismo estado si fueran naciones distintas no era más que un sermón vacío, un proyecto loco, con el que ningún hombre cuerdo estaría de acuerdo. En relación directa con la teoría de las dos naciones, dice, en particular, en el libro:

La verdadera explicación de este fracaso de la unidad hindú-musulmana radica en el hecho de que lo que hay entre los hindúes y los musulmanes no es una mera cuestión de diferencia, y que este antagonismo no debe atribuirse a causas materiales. Está formado por causas que tienen su origen en la antipatía histórica, religiosa, cultural y social, de la que la antipatía política es sólo un reflejo. Estos forman un profundo río de descontento que, al ser alimentado regularmente por estas fuentes, sigue subiendo a una cabeza y desbordando sus canales ordinarios. Cualquier corriente de agua que fluye de otra fuente, por pura que sea, cuando se une a ella, en lugar de alterar el color o diluir su fuerza se pierde en la corriente principal. El cieno de este antagonismo que esta corriente ha depositado, se ha vuelto permanente y profundo. Mientras este cieno siga acumulándose y mientras dure este antagonismo, no es natural esperar que esta antipatía entre hindúes y musulmanes dé lugar a la unidad.

### Justificaciones de los líderes musulmanes
La declaración de Muhammad Iqbal explicando la actitud de los delegados musulmanes en la conferencia de mesa redonda de Londres emitida en diciembre de 1933 fue una respuesta a la declaración de Jawaharlal Nehru. Nehru había dicho que la actitud de la delegación musulmana se basaba en el "reaccionismo". Iqbal concluyó su dúplica con:

En conclusión, debo hacer una pregunta directa a Pandit Jawaharlal: ¿cómo se va a resolver el problema de la India si la comunidad mayoritaria no concede las salvaguardias mínimas necesarias para la protección de una minoría de 80 millones de personas, ni acepta la concesión de una tercera parte, sino que sigue hablando de una especie de nacionalismo que solo funciona en su propio beneficio? Esta posición solo puede admitir dos alternativas. O bien la comunidad mayoritaria india tendrá que aceptar por sí misma la posición permanente de un agente del imperialismo británico en el Este, o bien el país tendrá que ser redistribuido sobre la base de afinidades religiosas, históricas y culturales para eliminar la cuestión de los electorados y el problema comunal en su forma actual.

En el discurso presidencial de la Liga Musulmana de Muhammad Ali Jinnah, pronunciado en Lahore el 22 de marzo de 1940, explicó:

Es extremadamente difícil apreciar por qué nuestros amigos hindúes no entienden la verdadera naturaleza del Islam y el hinduismo. No son religiones en el sentido estricto de la palabra, sino que son, de hecho, órdenes sociales diferentes y distintos, y es un sueño que los hindúes y los musulmanes puedan desarrollar una nacionalidad común, y esta idea errónea de una nación india tiene problemas y llevará a la India a la destrucción si no revisamos nuestras nociones a tiempo. Los hindúes y los musulmanes pertenecen a dos filosofías religiosas diferentes, costumbres sociales y literatos. No se entremezclan ni se entrecruzan y, de hecho, pertenecen a dos civilizaciones diferentes que se basan principalmente en ideas y concepciones contradictorias. Su aspecto de la vida es diferente. Es evidente que los hindúes y los musulmanes se inspiran en diferentes fuentes de la historia. Tienen diferentes epopeyas, diferentes héroes y diferentes episodios. Muy a menudo el héroe de uno es un enemigo del otro y, del mismo modo, sus victorias y derrotas se superponen. Para unir a dos de esas naciones en un solo estado, una como minoría numérica y la otra como mayoría, debe conducir a un creciente descontento y a la destrucción final de cualquier tejido que pueda construirse para el gobierno de ese estado.

En 1944, Jinnah dijo:

Mantenemos y sostenemos que los musulmanes y los hindúes son dos naciones principales por cualquier definición o prueba de una nación. Somos una nación de cien millones y, lo que es más, somos una nación con nuestra propia cultura y civilización, lengua y literatura, arte y arquitectura, nombres y nomenclatura, sentido de valores y proporciones, leyes legales y códigos morales, costumbres y calendario, historia y tradición, y aptitudes y ambiciones. En resumen, tenemos nuestra propia visión de la vida y de la vida.

En una entrevista con el periodista británico Beverley Nichols, dijo en 1943:

El Islam no es sólo una doctrina religiosa, sino también un código de conducta realista en términos de la vida cotidiana y de todo lo que es importante en la vida: nuestra historia, nuestras leyes y nuestra jurisprudencia. En todas estas cosas, nuestra perspectiva no solo es fundamentalmente diferente, sino también opuesta a los hindúes. No hay nada en la vida que nos vincule. Nuestros nombres, ropa, comida, festivales y rituales, todos son diferentes. Nuestra vida económica, nuestras ideas educativas, el trato a las mujeres, la actitud hacia los animales y las consideraciones humanitarias son muy diferentes.

En mayo de 1947, tuvo una línea completamente diferente cuando le dijo a Mountbatten, quien estaba a cargo de la transición de la India británica a la independencia:

Su Excelencia no entiende que el Punjab es una nación. Bengala es una nación. Un hombre es un punjabí o un bengalí antes que un hindú o un musulmán. Si nos da esas provincias, no debe, bajo ninguna condición, compartirlas. Destruirá su viabilidad y causará un derramamiento de sangre sin fin y problemas.

Contestó Mountbatten:

Sí, por supuesto. Un hombre no solo es un punjabí o un bengalí antes de ser musulmán o hindú, sino que es un indio antes que todo lo demás. Lo que está diciendo es la respuesta perfecta y absoluta que he estado buscando. Me ha presentado los argumentos para mantener unida a la India.

### Las ideas de Savarkar sobre 'dos naciones'
Aunque Savarkar era partidario de la teoría de las dos naciones, nunca expresó la idea de dividir a la India. Fue partidario de crear dos estados diferentes para musulmanes e hindúes.
Según Ambedkar Savarkar, la idea de "dos naciones" no se tradujo en dos países separados. B.R. Ambedkar resumió así la posición de Savarkar:

El Sr. Savarkar... insiste en que, aunque hay dos naciones en la India, la India no se dividirá en dos partes, una para los musulmanes y otra para los hindúes; que las dos naciones vivirán en un solo país y bajo el manto de una sola constitución;.... En la lucha por el poder político entre las dos naciones, la regla del juego que el Sr. Savarkar prescribe es ser un hombre, un voto, sea el hombre hindú o el musulmán. En su plan, un musulmán no debe tener ninguna ventaja que un hindú no tenga. La minoridad no debe ser justificación para el privilegio y la mayoría no debe ser motivo de sanción. El Estado garantizará a los musulmanes cualquier medida definida de poder político en forma de religión musulmana y cultura musulmana. Pero el Estado no garantizará escaños asegurados en la Legislatura o en la Administración y, si los musulmanes insisten en tal garantía, dicha cuota garantizada no debe exceder su proporción con respecto a la población general..

Pero Ambedkar también expresó su sorpresa por el acuerdo entre Savarkar y Jinnah con respecto a dos naciones para hindúes y musulmanes, sin embargo, notó que ambas eran diferentes en su implementación.

Por extraño que parezca, el Sr. Savarkar y el Sr. Jinnah, en lugar de oponerse entre sí en la cuestión de una nación contra dos naciones, están completamente de acuerdo al respecto. Ambos están de acuerdo, no sólo de acuerdo sino que insisten en que hay dos naciones en la India: una es la nación musulmana y la otra la nación hindú. Sólo difieren en cuanto a los términos y condiciones en que deben vivir las dos naciones. El Sr. Jinnah dice que la India debería dividirse en dos, Pakistán e Indostán, la nación musulmana que ocupará Pakistán y la nación hindú que ocupará el Indostán. El Sr. Savarkar, por otra parte, insiste en que, aunque hay dos naciones en la India, la India no se dividirá en dos partes, una para los musulmanes y otra para los hindúes; que las dos naciones vivirán en un solo país y bajo el manto de una sola constitución; que la constitución será tal que la nación hindú podrá ocupar una posición predominante que le corresponde y la nación musulmana tendrá que vivir en una posición de cooperación subordinada con la nación hindú".

En 1943 Savarkar mismo expresó su fuerte apoyo a la demanda de Jinnah de una nación separada para los musulmanes antes de la partición. 15 de agosto de 1943 en Nagpur, dijo inequívocamente:

No tengo nada en contra de la teoría de las dos naciones del Sr. Jinnah. Nosotros, los hindúes, somos una nación por sí mismos y es un hecho histórico que los hindúes y los musulmanes son dos naciones".

### La oposición del Khan Abdul Ghaffar Khan a la partición de la India
El Khan Abdul Ghaffar Khan, también conocido como "Gandhi de la frontera" o "Gandhi de Sarhadi", no estaba convencido de la teoría de las dos naciones y quería una única India unida como hogar tanto para hindúes como para musulmanes. Era de la provincia de Khyber Pakhtunkhwa, en el actual Pakistán. Creía que la partición sería perjudicial para los musulmanes del subcontinente. Después de la partición, después de que la mayoría de los votantes de la Provincia Fronteriza Noroccidental se dirigieran a Pakistán en un referéndum popular, Ghaffar Khan "se resignó a su elección y prestó juramento de lealtad al nuevo país el 23 de febrero de 1948 durante la primera sesión de la Asamblea Constituyente", y su segundo hijo, Wali Khan, también "jugó bajo las reglas del sistema político".

### Punto de vista de Ganhdi
Gandhi estaba en contra de la división de la India sobre la base de la religión. Una vez escribió:

No encuentro paralelo en la historia para un cuerpo de conversos y sus descendientes que afirman ser una nación aparte del linaje de sus padres.

A esto, contestó Jinnah:

...somos una nación con nuestra propia cultura y civilización, lengua y literatura, arte y arquitectura, nombres y nomenclatura, sentido del valor y la proporción, leyes legales y códigos morales, costumbres y calendarios, historia y tradiciones, puntos de vista, aptitudes y ambiciones; en resumen, tenemos nuestra propia visión distintiva de la vida y de la vida.

### Punto de vista de los ulama
Los estudiosos de Deobandi se opusieron a la teoría de las dos naciones, lo que supone una desviación de la posición de sus predecesores Shah Waliullah, Syed Ahmed y Muhammad Ismail. El director de Darul Ulum Deoband, Maulana Hussain Ahmad Madni, no solo se opuso a la teoría de las dos naciones sino que trató de redefinir la nación musulmana india. Abogó por el nacionalismo indio, creyendo que las naciones en los tiempos modernos se formaban sobre la base de la tierra, la cultura y la historia. Él y otros dirigentes de Deobandi ulama apoyaron el nacionalismo territorial, argumentando que el islam lo permitía. A pesar de la oposición de la mayoría de los eruditos de Deobandi, Maulana Ashraf Ali Thanvi y Mufti Muhammad Shafi optaron en cambio por justificar la teoría y el concepto de Pakistán de las dos naciones. Asimismo, los Barelwi ulama que apoyaban a la Liga Musulmana y su demanda pakistaní, argumentaron que la amistad con los'incrédulos' estaba prohibida en el islam.

## Debate posterior a la división
Desde la partición, la teoría ha sido objeto de animados debates e interpretaciones diferentes por varios motivos. En sus memorias tituladas Camino a Pakistán (1961), Chaudhry Khaliquzzaman, el primer presidente de la Liga Musulmana de Pakistán, ha escrito: La teoría de las dos naciones, que habíamos utilizado en la lucha por Pakistán, había creado no sólo mala sangre contra los musulmanes de las provincias minoritarias, sino también una cuña ideológica, entre ellos y los hindúes de la India. Además escribió: Él (Huseyn Shaheed Suhrawardy) dudaba de la utilidad de la «Teoría de las dos naciones», que a mi juicio tampoco nos había dado ningún dividendo, pero después de la partición, resultó ser positivamente perjudicial para los musulmanes de la India, y a largo plazo para los musulmanes de todo el mundo.
Según Khaliquzzaman, el 1 de agosto de 1947, Jinnah invitó a los miembros de la Liga Musulmana de la Asamblea Constituyente de la India a una reunión de despedida en su casa de Delhi.

El Sr. Rizwanullah formuló algunas preguntas incómodas sobre la posición de los musulmanes, que quedarían en la India, su condición y su futuro. Nunca antes había encontrado al Sr. Jinnah tan desconcertado como en aquella ocasión, probablemente porque se estaba dando cuenta entonces muy claramente de lo que les esperaba inmediatamente a los musulmanes. Encontrando la situación incómoda, les pregunté a mis amigos y colegas hasta el final de la discusión. Creo que, como resultado de nuestra reunión de despedida, el Sr. Jinnah aprovechó la primera oportunidad para despedirse de su teoría de las dos naciones en su discurso del 11 de agosto de 1947 como gobernador general designado y Presidente de la asamblea constituyente del Pakistán.

En su discurso del 11 de agosto de 1947, Jinnah habló del nacionalismo pakistaní compuesto, negando de hecho el nacionalismo basado en la fe que había defendido en su discurso del 22 de marzo de 1940. En su discurso del 11 de agosto, dijo que los no musulmanes serían ciudadanos iguales de Pakistán y que no habría discriminación contra ellos. "Puedes pertenecer a cualquier religión, casta o credo que no tenga nada que ver con los asuntos del estado." Por otro lado, lejos de ser un punto ideológico (transición del nacionalismo religioso al nacionalismo compuesto), era principalmente táctico..: Dilip Hiro dice que "extractos de este discurso fueron ampliamente difundidos" para abortar la violencia comunal en el Punjab y la Provincia Fronteriza Noroccidental, donde musulmanes y sijs hindúes se estaban matando unos a otros y que perturbaba mucho a Jinnah a nivel personal, pero "la táctica tuvo poco o ningún impacto en la horrenda barbarie que se estaba perpetuando en las llanuras del Punjab". Otro erudito indio, Venkat Dhulipala, que en su libro Creating a New Medina (Creando una Nueva Medina) muestra precisamente que Pakistán estaba destinado a ser una nueva Medina, un estado islámico, y no solo un estado para los musulmanes, por lo que estaba destinado a ser ideológico desde el principio sin espacio para el nacionalismo compuesto, en una entrevista también dice que el discurso "se hizo principalmente teniendo en cuenta la tremenda violencia que estaba ocurriendo", que estaba "dirigida a proteger a los musulmanes de una violencia aún mayor en zonas donde eran vulnerables", "era pragmatismo", y para reivindicarlo, el historiador continúa diciendo que "después de todo, unos meses después, cuando se le pidió que abriera las puertas de la Liga Musulmana a todos los pakistaníes, independientemente de su religión o credo, la misma Jinnah se negó a decir que Pakistán no estaba preparado para ello".
La teoría se ha enfrentado al escepticismo porque los musulmanes no se separaron completamente de los hindúes y cerca de un tercio de todos los musulmanes continuaron viviendo en la India después de la partición como ciudadanos indios junto con una mayoría hindú mucho mayor La partición subsiguiente del propio Pakistán en las naciones actuales de Pakistán y Bangladés se citó como prueba de que los musulmanes no constituían una nación y que la religión por sí sola no constituía un factor definitorio de la nación.

### Impacto de la creación de Bangladés en 1971
Algunos historiadores han afirmado que la teoría fue una creación de unos pocos intelectuales musulmanes. El destacado político pakistaní Altaf Hussain del Movimiento Muttahida Qaumi cree que la historia ha demostrado que la teoría de las dos naciones está equivocada.Afirmó que "la idea de Pakistán estaba muerta desde el principio, cuando la mayoría de los musulmanes (en las zonas de la India con minorías musulmanas) optaron por quedarse atrás después de la partición, una verdad reiterada en la creación de Bangladesh en 1971". El escritor canadiense Tarek Fatah calificó de "absurda" la teoría de las dos naciones.
El destacado comentarista político Irfan Husain, en su columna de Dawn, observó que ahora se ha convertido en una "tarea imposible y excesivamente aburrida de defender una teoría difunta". Sin embargo, algunos pakistaníes, incluido un brigadier pakistaní retirado, Shaukat Qadir, creen que la teoría solo puede ser refutada con la reunificación del Bangladés independiente y la República de la India.
Según Sharif al Mujahid, posiblemente la autoridad preeminente sobre Jinnah en Pakistán, la teoría de las dos naciones solo era relevante en el contexto subcontinental anterior a 1947. La columnista Muqtida Mansoor ha citado a Farooq Sattar, un prominente líder del MQM, diciendo que su partido no aceptó la teoría de las dos naciones. Incluso si existiera tal teoría, se ha hundido en la Bahía de Bengala.
Por otro lado, Salman Sayyid dice que 1971 no es tanto el fracaso de la teoría de las dos naciones y el advenimiento de una política islámica unida a pesar de las diferencias étnicas y culturales, sino más bien la derrota de "un Estado-nación de estilo westfaliano con su insistencia en la homogeneidad lingüística, cultural y étnica como necesaria para una elevada "cohesión sociopolítica". La desintegración del Pakistán unido debe verse como otro fracaso de este modelo de construcción nacional kemalista inspirado en Westfalia, más que como una ilustración de la incapacidad de la identidad política musulmana para sostener una estructura estatal unificada".
Algunos académicos de Bangladés han rechazado la idea de que 1971 también borró la legitimidad de la teoría de las dos naciones, como Akhand Akhtar Hossain, quien señala que, después de la independencia, "la etnia bengalí pronto perdió influencia como marcador de identidad para la población mayoritaria del país, su identidad musulmana recobró prominencia y los distinguió de los hindúes de Bengala Occidental", o Taj ul-Islam Hashmi, quien dice que el islam regresó a la política de Bangladés en agosto de 1975, cuando la muerte de Sheikh Mujibur Rahman trajo consigo una ideología de estado orientada al Islam al evitar el secularismo y el socialismo, mientras que cita a un periodista indio bengalí, Basant Chatterjee, quien también reprueba la idea del fracaso de la teoría de las dos naciones, diciendo que, de haber sucedido, la mayoría musulmana de Bangladés se habría unido a la mayoría hindú de Bengala Occidental en la India.
El veterano diplomático indio J. N. Dixit pensó lo mismo, afirmando que los bangladeshíes "querían emerger no sólo como un país bengalí independiente, sino como un país musulmán bengalí independiente". En esto demostraron que el virrey británico lord George Curzon (1899-1905) tenía razón. Su partición de Bengala en 1905 creando dos provincias, una con mayoría musulmana y otra con mayoría hindú, parece haber sido confirmada por el surgimiento de Bangladés como estado musulmán. Así que uno no debería dejarse llevar por la afirmación de que la teoría de las dos naciones ha sido refutada. "Dixit también trae una anécdota, durante la visita de Zulfiqar Ali Bhutto a Dhaka, Bangladesh, en julio de 1974, después de que Sheikh Mujibur Rahman fuera a Pakistán para la cumbre islámica en Lahore unos meses antes, en febrero de 1974: "Mientras la caravana se movía, el coche de Mujib estaba decorado con guirnaldas de chappales y se gritaban eslóganes contra la Liga Awami junto con consignas como: "Bhutto Zindabad", y "Bangladesh-Pakistan Friendship Zindabad". Opina que el objetivo de Bhutto era "revivir la conciencia islámica en Bangladesh" y "India podría haber creado Bangladesh, pero vería que India tendría que tratar no con uno, sino con dos pakistaníes, uno en el oeste y otro en el este".

### Grupos étnicos y provinciales en Pakistán
Varios líderes étnicos y provinciales en Pakistán también comenzaron a utilizar el término "nación" para describir sus provincias y argumentaron que su propia existencia estaba amenazada por el concepto de amalgama en una nación pakistaní sobre la base de que los musulmanes eran una nación.. También se ha alegado que la idea de que el islam es la base de la nación involucra a Pakistán demasiado profundamente en los asuntos de otros estados y regiones predominantemente musulmanes, impide el surgimiento de un sentido único de nación pakistaní que es independiente de la referencia a la India, y alienta el crecimiento de una cultura fundamentalista en el país.
Además, debido a que la partición dividió a los musulmanes indios en tres grupos, de aproximadamente 150 millones de personas cada uno en la India, Pakistán y Bangladés, en lugar de formar una sola comunidad dentro de una India unida que habría contado con unos 450 millones de personas en 2010 y que podría haber ejercido una gran influencia sobre todo el subcontinente, a veces se alega que la «teoría de las dos naciones» ha debilitado en última instancia la posición de los musulmanes en el subcontinente y ha dado lugar a un encogimiento territorial a gran escala o a un sesgo de los aspectos culturales que se han asociado a los musulmanes, por ejemplo, los musulmanes, el declive del urdu en la India.
Esta crítica ha recibido una respuesta mixta en Pakistán. Una encuesta realizada por Gallup Pakistan en 2011 muestra que una abrumadora mayoría de pakistaníes sostenía que la separación de la India estaba justificada en 1947. Los comentaristas pakistaníes han afirmado que dos naciones no implicaban necesariamente dos estados, y el hecho de que Bangladés no se fusionara con la India después de separarse de Pakistán apoya la «teoría de las dos naciones».
Otros han afirmado que la teoría sigue siendo válida a pesar de la minoría musulmana aún existente en la India, y han afirmado de diversas maneras que los musulmanes indios han sido "hinduizados", es decir, que la mayoría de los musulmanes de la India han sido "hinduistas". Se citan factores como los bajos niveles de alfabetización y educación entre los musulmanes indios en comparación con los hindúes, las diferencias culturales de larga data y los brotes de violencia religiosa como los que se produjeron durante los disturbios de Gujarat en 2002 en la India.

### Identidad Panislámica
El surgimiento de un sentido de identidad que es panislámico en lugar de pakistaní ha sido defendido como consistente con la ideología fundadora de Pakistán y el concepto de que el propio Islam es una nacionalidad, a pesar de la noción común de que «la nacionalidad, para los musulmanes, es como la adoración de ídolos». Mientras que algunos han enfatizado que promover la primacía de una identidad panislámica, por encima de todas las demás identidades, es esencial para mantener el carácter distintivo de la India y evitar el colapso nacional, otros han argumentado que la «Teoría de las Dos Naciones» ha cumplido su propósito de "obstruir" la existencia de Pakistán y que ahora debería descartarse para permitir que Pakistán emerja como un estado-nación normal".

### Perspectivas posteriores a la partición en la India
En la India posterior a la independencia, la teoría de las dos naciones ha ayudado a promover la causa de los grupos que tratan de identificar una "cultura nacional hindú" como la identificación central de un indio, lo que permite el reconocimiento de la etnia común de los hindúes y los musulmanes, al tiempo que exige que todos adopten una identidad hindú para ser verdaderamente indios. Desde la perspectiva nacionalista hindú, esto admite la realidad étnica de que los musulmanes indios son "carne de nuestra carne y sangre de nuestra sangre", pero aun así presiona a favor de una ecuación oficialmente reconocida de identidad nacional y religiosa, es decir, que «un indio es un hindú».
La teoría y la existencia misma de Pakistán ha hecho que los grupos extremistas de extrema derecha indios aleguen que los musulmanes indios "no pueden ser ciudadanos leales de la India" o de cualquier otra nación no musulmana, y que son "siempre capaces y están dispuestos a realizar actos traicioneros".. Constitucionalmente, la India rechaza la teoría de las dos naciones y considera a los musulmanes indios como ciudadanos iguales. Desde el punto de vista oficial de los indios, la partición se considera una necesidad táctica de librar a los musulmanes de la dominación británica del subcontinente, en lugar de negar la aceptación de la teoría.